# HOI, Instituut voor Media Auditing

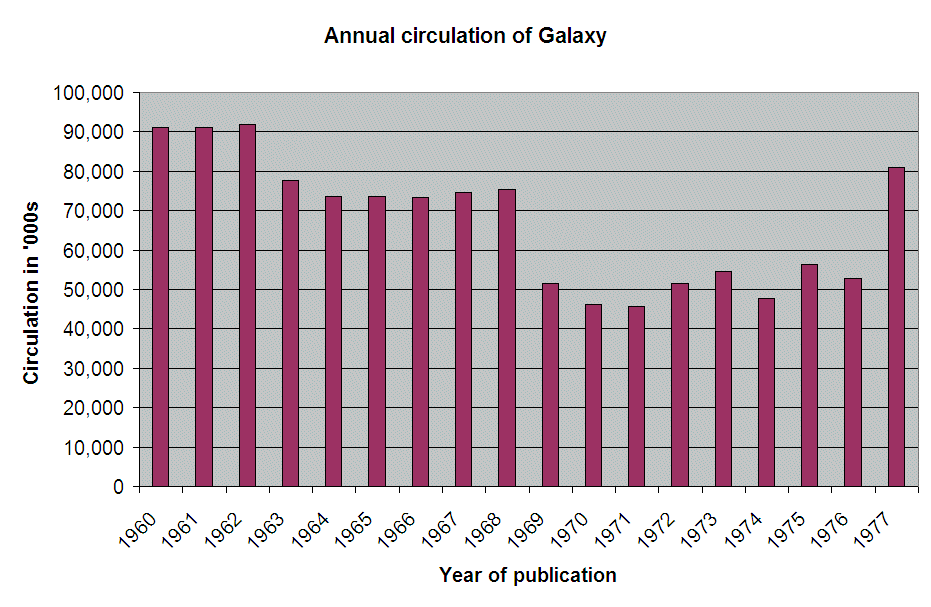
Oplagecijfers van Galaxy, een Amerikaans science fictionblad

Het Oplage Instituut (HOI) is een organisatie die oplagecijfers van in Nederland verschijnende media verzamelt, controleert en publiceert. 
HOI is aangesloten bij de International Federation of Audit Bureaux of Circulations (IFABC).
HOI heeft drie mensen in dienst.

## Geschiedenis
HOI is opgericht in 1998 omdat adverteerders behoefte hadden aan betrouwbare oplagecijfers van kranten en tijdschriften. De kranten en tijdschriften op hun beurt hadden behoefte om zich met gecontroleerde oplagecijfers te kunnen profileren als serieus reclamemedium. Dit resulteerde in oprichting van Het Oplage Instituut, kortweg HOI. 
Sinds 2005 controleert HOI ook oplagecijfers van de digitale versies van papieren kranten. In 2011 controleert HOI voor het eerst oplagecijfers van digitale kranten en bladen die speciaal voor elektronische toepassingen zoals tabletcomputers zijn ontwikkeld.
Volgens HOI waren in 2011 ruim 700 titels aangesloten bij hun organisatie, waaronder alle in Nederland verschijnende kranten, ruim 200 publiekstijdschriften en ruim 400 vakbladen. In 2014 spreekt ze van ruim 550 titels die aangesloten zijn bij HOI.
Per 1 januari 2015 is HOI gefuseerd met Nationaal Onderzoek Multimedia (NOM). Onder de naam NOM rapporteert de nieuwe organisatie zowel bereik als oplage van dagbladen en tijdschriften. De naam HOI gaat voort als keurmerk voor gecertificeerde oplage.

## Bestuur
Het bestuur bestaat uit vijf leden namens de adverteerders, vijf leden namens de media en een onafhankelijk bestuurslid. Het onafhankelijke bestuurslid is een externe deskundige, op dit moment Peter Neijens, hoogleraar aan de Universiteit van Amsterdam. Hij is sinds 1 januari 2008 tevens voorzitter van HOI. 

## Werkwijze
De aangesloten kranten en bladen leveren ieder kwartaal hun oplagecijfers aan bij HOI. De oplagecijfers moeten op een uniforme manier worden berekend en opgesteld. HOI controleert of de oplagecijfers op de juiste manier zijn berekend. Eens per jaar dienen de oplagecijfers te zijn gecontroleerd door een accountant. 
HOI publiceert de oplagecijfers eens per kwartaal. Kranten en tv besteden regelmatig aandacht aan deze cijfers, met name aan de ontwikkeling van de oplagen van de verschillende landelijke kranten.
HOI bekostigt zijn werkzaamheden door een bijdrage van iedere aangesloten titel en van de aangesloten mediabureaus. De accountantskosten worden betaald door de uitgevers van de titels.